# FK Pirin Gotse Deltsjev
FK Pirin Gotse Deltsjev   (Bulgaars: ФК Пирин Гоце Делчев)is een Bulgaarse voetbalclub uit Gotse Deltsjev.
De club werd in 1925 opgericht als Pirin Nevrokop (Nevrokop was de oude naam van Gotse Delchev). In het seizoen 1981/82 promoveerde de club voor het eerst naar de B Grupa. In 1985 degradeerde de club weer naar de V Grupa. In 1993 promoveerde de club opnieuw om in 1995 weer te degraderen. In 2005 keerde de club terug in de B Grupa na een herstructurering van de competities. In 2012 werd Pirin kampioen in de westelijke groep en promoveerde voor het eerst naar de A Grupa. Na twee seizoenen degradeerde de club. Ze kregen geen licentie voor de tweede klasse en moesten terug in de derde klasse gaan spelen. In het eerste seizoen werd de club nog derde, maar de volgende jaren ging het achteruit tot een degradatie volgde in 2018. In 2020 promoveerde de club terug naar de derde klasse en speelde daar drie seizoenen. In 2024 promoveerde de club opnieuw. 

## Bekende (ex-)spelers
- Kamen Hadzhiev
- Georgi Samokisjev